# Linia kolejowa nr 15
Linia kolejowa nr 15 Bednary – Łódź Kaliska – zelektryfikowana, jedno- i dwutorowa linia kolejowa o długości 69,525 km. Biegnie równolegle do drogi krajowej nr 14 oraz rzeki Bzury oddalonej o kilka kilometrów.

## Historia
Linia, budowana jako szerokotorowa w latach 1900–1902 przez Towarzystwo Akcyjne Drogi Żelaznej Warszawsko-Wiedeńskiej, została otwarta w 15 listopada 1902 roku jako część tzw. Kolei Warszawsko Kaliskiej prowadzącej z Dworca Kaliskiego w Warszawie do stacji granicznej Nowe Skalmierzyce. Stacja Nowe Skalmierzyce była stacją przeładunkową z sieci kolei o rozstawie szerokotorowym (1520 mm) na normalnotorowy (1435 mm). Dla potrzeb linii kolejowych wybudowano szereg dworców kolejowych, między innymi Łowicz Kaliski (obecnie Łowicz Przedmieście) oraz Dworzec Kaliski w Łodzi, zaprojektowany przez Józefa Hussa, będący obecnie końcem linii. W grudniu 1914 roku linię przekuto na rozstaw normalnotorowy, w 1918 znacjonalizowano, natomiast w latach 1918–1925 odbudowano po zniszczeniach wojennych. W 1928 roku zbudowano drugi tor z Bednar do Łowicza Przedmieście. Do czasu budowy linii Strzałkowo – Kutno jedno z głównych połączeń Warszawy z Poznaniem. W czasie II wojny światowej włączona pod tzw. Ostbahn i przebudowana dla potrzeb Wehrmachtu. W 1945 roku na krótko przekuto linię na rozstaw rosyjski, natomiast 27.11.1965 roku linia została zelektryfikowana.
W latach 2007–2011 ruch pasażerski na linii był zawieszony ze względu na jej zły stan techniczny i wynikający z niego brak opłacalności uruchamiania przewozów pasażerskich. W 2011 roku, w ramach Regionalnego Programu Operacyjnego dla województwa łódzkiego, została przeprowadzona modernizacja linii. 1 października 2011 wznowiono ruch pasażerski. W latach 2011 - 2015 prowadzony był ruch pociągów pospiesznych. Od 2011 prowadzony był ruch pociągów osobowych spółki Przewozy Regionalne który utrzymał się do 2018 roku. Od 2018 panuje Łódzka Kolej Aglomeracyjna. 

W dniu 18 marca 2025 na stację Łowicz Przedmieście przyjechało po raz pierwszy ED250 - 007 (Pendolino)  jako EIP 5102 rel. Warszawa Wschodnia - Szczecin Główny z opóznieniem 70 minut oraz dwie lokomotywy EU200 - 001 jako EIC Lech rel. Warszawa Wschodnia - Wrocław Główny opóznione 115 minut  i 007 jako IC Zielonogórzanin rel. Warszawa Wschodnia - Zielona Góra Główna opóznione 150 minut. Zawitały one w związku z samobójstwem pod Kutnem na Lini Kolejowej 3. 

## Opis linii
- Kategoria linii: pierwszorzędna
- Liczba torów:
  - jednotorowa na odcinku -0,693 – 57,160
  - dwutorowa na odcinku 57,160 – 68,759
  - jednotorowa na odcinku 68,759 – 68,832
- Przeznaczenie linii: pasażersko-towarowa

## Modernizacja
Całkowite koszty modernizacji linii kolejowej nr 15 na odcinku Bednary – Zgierz (47 km) wyniosły 120 mln zł, z czego z Funduszu Kolejowego pochodziło ok. 39 mln zł. Pozostała część – 81 mln zł – pochodziła z Regionalnego Programu Operacyjnego Województwa Łódzkiego. Stosowna umowa pomiędzy Urzędem Marszałkowskim Województwa Łódzkiego a PKP Polskie Linie Kolejowe S.A. została zawarta 31 marca 2010.
Modernizacja zakładała przywrócenie prędkości konstrukcyjnej 90 km/h dla pociągów pasażerskich. Spowodowało to skrócenie czasu przejazdu pociągów pomiędzy Łowiczem a Łodzią Kaliską z około 2 godzin i 20 minut do około 1 godziny.
Zakres prac obejmował:
- kompleksową wymianę nawierzchni torowej, w tym wymianę podkładów na strunobetonowe oraz szyn na bezstykowe z przytwierdzeniem sprężystym;
- mechaniczne czyszczenie i uzupełnienie podsypki;
- wymianę rozjazdów (12 sztuk) oraz modernizację przejazdów kolejowo-drogowych (43).

Rozpoczęcie robót budowlanych zaplanowano na lipiec/sierpień 2010, zaś ich zakończenie na 3. kwartał 2011.
Roboty budowlane rozpoczęto w marcu 2011, a zakończono je na przełomie sierpnia i września 2011. Ruch pociągów pasażerskich przywrócono 1 października 2011. Dodatkowo w 2012 i 2013 roku, w ramach I etapu budowy Łódzkiej Kolei Aglomeracyjnej, poprzez modernizację przejazdów kolejowo-drogowych kategorii D zlikwidowano część punktowych ograniczeń prędkości. Mimo tego nie jest jeszcze możliwe osiągnięcie przewidywanego po modernizacji czasu przejazdu. Przeszkodę stanowi zły stan techniczny niektórych obiektów inżynieryjnych, takich jak mosty i przepusty. Będą one remontowane z własnych funduszy PKP PLK. W 2016 roku przejazd na trasie Łódź Kaliska-Łowicz Główny trwał około 1 h 6 – 1 h 20 minut, w zależności od postoju na mijankach, mimo optymalizacji prędkości z 90 do 100 km/h. 11 maja 2017 roku rozstrzygnięto przetarg na modernizację układów torowych w stacji Łódź Kaliska oraz Zgierz w ramach przetargu o nazwie Poprawa stanu infrastruktury kolejowej w obrębie aglomeracji warszawsko-łódzkiej, którego zwycięzcą zostało Przedsiębiorstwo Napraw i Utrzymania Infrastruktury Kolejowej w Krakowie. Od 2011 na lini pojawiły się pociągi spółki PKP Intercity - TLK Pogoń relacji Białystok - Wrocław Główny oraz TLK Wrocławianin, Papkin  i Chochoł w relacji Warszawa Wschodnia - Wrocław Główny/Legnica.
30 listopada 2018 PKP Polskie Linie Kolejowe podpisały z Zakładem Robót Komunikacyjnych DOM umowę na modernizację linii na odcinku Łódź Kaliska – Zgierz, zakładającą dostosowanie odcinka do prędkości 120 km/h.
22 lutego 2019 rozstrzygnięto przetarg na zabudowę nowych rozjazdów na stacji Bednary, który wygrał ZRK DOM Poznań, natomiast 11 lipca 2019 roku rozstrzygnięto przetarg na przebudowę głowicy stacji Łowicz Przedmieście. 7 sierpnia rozstrzygnięto przetarg na przebudowę stacji Łódź Kaliska z przebudową niedokończonego w latach 90. XX wieku tzw. „wiaduktu wschodniego”, umożliwiającego wyjazd w kierunku stacji Łódź Kaliska Towarowa. Od drugiej połowy października 2019 roku prowadzone są roboty na odcinku Zgierz – Łódź Kaliska. Obejmują one wymianę nawierzchni, sieci trakcyjnej, remont peronów w stacji Łódź Żabieniec i Zgierz oraz przebudowę 3 mostów, 3 wiaduktów i wymianę 44 rozjazdów. prace remontowe mają zakończyć się do 2022 roku.

W grudniu 2025 planowany jest powrót pociagów IC na linię numer 15.

## Przewoźnicy
Obecnie regularne przewozy na linii wykonuje na całości Łódzka Kolej Aglomeracyjna. W przeszłości – do rozkładu jazdy 2017/2018 – całą linię obsługiwał Oddział Łódzki spółki Przewozy Regionalne. Przewoźnik ten od 10 grudnia 2018 roku obsługuje linię tylko na krótkim odcinku Łódź Kaliska – Zgierz, gdzie kursują 2 pary pociągów regio.